# Floyd Campbell
Floyd Campbell (* 17. September 1901 in Helena, Arkansas; † 30. September 1993) war ein US-amerikanischer Jazzmusiker (Schlagzeug, Gesang) und Bandleader, der in den Musikszenen von St. Louis und Chicago aktiv war.

## Leben und Wirken
Floyd Campbell sammelte er erste musikalische Erfahrungen in der Bar seines Vaters. Auf Einladung des Pianisten Cranston Hamilton zog er nach St. Louis; dort spielte er Mitte der 1920er-Jahre bei Charlie Creaths Jazz-O-Maniacs (Aufnahmen für OKeh 1924), Zutty Singleton, Fate Marable und Dewey Jacksons Peacock Orchestra (Aufnahmen für Vocalion 1926). Ab Ende des Jahrzehnts leitete er eine eigene Band, Floyd Campbell and His Gangbusters bzw. Singing Synco Seven Orchestra (1927, u. a. mit Mouse Randolph), mit der er zunächst in St. Louis auf Flussdampfern auftrat. 1928 spielte im Rahmen eines Battle of the bands auf der SS St Paul Louis Armstrong für zwei Tage als Solist bei Floyd Campbell.
Campbell arbeitete dann in den 1930er-Jahren mit seiner Band in Chicago; dort entstanden 1940 Plattenaufnahmen für Bluebird Records („What You Want Poor Me to Do?“), bei denen Campbell auch als Sänger fungierte („Blow My Blues Away“). Ferner spielte er in dieser Zeit bei Jabbo Smith. 1945 begleitete er noch mit seinem Orchester (iu. a. Sax Mallard und Albert Wynn spielten) Lurlean Hunter, 1947 den Sänger Jimmy „Baby Face“ Lewis bei einer Session für Aladdin Records. Im Bereich des Jazz war er zwischen 1924 und 1947 an sechs Aufnahmesessions beteiligt. In seinen späteren Jahren arbeitete Campbell bei der Post. Er führte mehrere Interviews mit dem Chicago Jazz Institute.